# Hoplebaea valida
Hoplebaea valida är en skalbaggsart som beskrevs av Louis Albert Péringuey 1902. Hoplebaea valida ingår i släktet Hoplebaea och familjen Melolonthidae. Inga underarter finns listade i Catalogue of Life.